# Argentina brasiliensis
Argentina brasiliensis és una espècie de peix pertanyent a la família dels argentínids.

## Descripció
- Nombre de vèrtebres: 50- 52.[4]

## Hàbitat
És un peix marí, demersal i de clima subtropical.

## Distribució geogràfica
Es troba a l'Atlàntic sud-occidental: el Brasil.

## Observacions
És inofensiu per als humans.